# Hydroptila antilliarum
Hydroptila antilliarum är en nattsländeart som beskrevs av Oliver S. Flint Jr. 1968. Hydroptila antilliarum ingår i släktet Hydroptila och familjen smånattsländor. Inga underarter finns listade i Catalogue of Life.